# Liga Nacional de Baloncesto de Venezuela 2012
La temporada 2012 fue la XIX edición de la de Liga Nacional de Baloncesto de Venezuela. En este torneo participaron 10 equipos, divididos en dos conferencias, y comenzó el 16 de agosto, con el partido entre Centauros de Apure y Lanceros de Cojedes.
Igualmente el campeonato contó con una segunda y una tercera división, integrada por 8 equipos, cada una. Además, de una Liga Nacional Femenina.

## Sistema de competencia
La Primera División estuvo conformada por diez equipos: Rojos de Sucre, Guacharos de Monagas, Tiburones de Vargas, Atléticos UCV, Estudiantes de Guárico, Aduaneros de Carabobo, Lanceros de Cojedes, Bravos de Portuguesa, Centauros de Apure, y Generales de Lara.
Los 10 equipos, divididos en dos conferencias, disputaron un sistema de liga a doble vuelta, con dos partidos por jornada que se disputa los fines de semana mientras descansaba un equipo. Así totalizan en la ronda regular 16 partidos en 20 jornadas. Clasifican los 4 mejores de cada grupo a la ronda eliminatoria para decidir el campeón.
Los play-offs empezaron con los cuartos de final. Todas las series se disputan a 5 juegos para ganar 3.

## Tabla de posiciones

### Conferencia Centro Oriental
| Pos | Equipo                 | J  | G  | P  | PF | PC | Dif | Pts |
| --- | ---------------------- | -- | -- | -- | -- | -- | --- | --- |
| 1   | Tiburones de Vargas    | 20 | 17 | 03 | -- | -- | --  | 37  |
| 2   | Guacharos de Monagas   | 20 | 15 | 05 | -- | -- | --  | 35  |
| 3   | Rojos de Sucre         | 20 | 10 | 10 | -- | -- | --  | 30  |
| 4   | Estudiantes de Guárico | 20 | 09 | 11 | -- | -- | --  | 29  |
| 5   | Atléticos UCV          | 20 | 04 | 16 | -- | -- | --  | 24  |

### Resultados
| Fase Regular           | UCV | EST | GUA | ROJ         | TIB |
| Atléticos UCV          | --  |     |     |             |     |
| Estudiantes de Guárico |     | --  |     | 71-73 73-51 |     |
| Guácharos de Monagas   |     |     | --  |             |     |
| Rojos de Sucre         |     |     |     | --          |     |
| Tiburones de Vargas    |     |     |     |             | --  |

### Conferencia Centro Occidental
| Pos | Equipo                | J  | G  | P  | PF | PC | Dif | Pts |
| --- | --------------------- | -- | -- | -- | -- | -- | --- | --- |
| 1   | Centauros de Apure    | 20 | 14 | 06 | -- | -- | --  | 33  |
| 2   | Bravos de Portuguesa  | 20 | 12 | 07 | -- | -- | --  | 31  |
| 3   | Aduaneros de Carabobo | 20 | 09 | 10 | -- | -- | --  | 28  |
| 4   | Lanceros de Cojedes   | 20 | 05 | 15 | -- | -- | --  | 25  |
| 5   | Generales de Lara     | 20 | 05 | 15 | -- | -- | --  | 25  |

### Resultados
| Fase Regular          | ADU | BRA | CEN | GEN         | LAN |
| Aduaneros de Carabobo | --  |     |     |             |     |
| Bravos de Portuguesa  |     | --  |     | 71-73 73-51 |     |
| Centauros de Apure    |     |     | --  |             |     |
| Generales de Lara     |     |     |     | --          |     |
| Lanceros de Cojedes   |     |     |     |             | --  |

## Play-Offs
|  | Cuartos de final       | Cuartos de final |                      |                      | Semifinales | Semifinales |  |                      | Final | Final |  |
|  |                        |                  |                      |                      |             |             |  |                      |       |       |  |
|  |                        |                  |                      |                      |             |             |  |                      |       |       |  |
|  | Tiburones de Vargas    | 3                |                      |                      |             |             |  |                      |       |       |  |
|  | Tiburones de Vargas    | 3                |                      |                      |             |             |  |                      |       |       |  |
|  | Lanceros de Cojedes    | 0                |                      |                      |             |             |  |                      |       |       |  |
|  | Lanceros de Cojedes    | 0                |                      | Tiburones de Vargas  | 1           |             |  |                      |       |       |  |
|  |                        |                  |                      | Tiburones de Vargas  | 1           |             |  |                      |       |       |  |
|  |                        |                  | Bravos de Portuguesa | 3                    |             |             |  |                      |       |       |  |
|  | Rojos de Sucre         | 2                | Bravos de Portuguesa | 3                    |             |             |  |                      |       |       |  |
|  | Rojos de Sucre         | 2                |                      |                      |             |             |  |                      |       |       |  |
|  | Bravos de Portuguesa   | 3                |                      |                      |             |             |  |                      |       |       |  |
|  | Bravos de Portuguesa   | 3                |                      |                      |             |             |  | Bravos de Portuguesa | 3     |       |  |
|  |                        |                  |                      |                      |             |             |  | Bravos de Portuguesa | 3     |       |  |
|  |                        |                  | Guácharos de Monagas | 2                    |             |             |  |                      |       |       |  |
|  | Guácharos de Monagas   | 3                | Guácharos de Monagas | 2                    |             |             |  |                      |       |       |  |
|  | Guácharos de Monagas   | 3                |                      |                      |             |             |  |                      |       |       |  |
|  | Aduaneros de Carabobo  | 0                |                      |                      |             |             |  |                      |       |       |  |
|  | Aduaneros de Carabobo  | 0                |                      | Guácharos de Monagas | 3           |             |  |                      |       |       |  |
|  |                        |                  |                      | Guácharos de Monagas | 3           |             |  |                      |       |       |  |
|  |                        |                  | Centauros de Apure   | 2                    |             |             |  |                      |       |       |  |
|  | Estudiantes de Guárico | 2                | Centauros de Apure   | 2                    |             |             |  |                      |       |       |  |
|  | Estudiantes de Guárico | 2                |                      |                      |             |             |  |                      |       |       |  |
|  | Centauros de Apure     | 3                |                      |                      |             |             |  |                      |       |       |  |
|  | Centauros de Apure     | 3                |                      |                      |             |             |  |                      |       |       |  |
|  |                        |                  |                      |                      |             |             |  |                      |       |       |  |

| Campeón 1.ª División |
| -------------------- |
| Bravos de Portuguesa |

## Segunda División

### Conferencia Centro Oriental
| Pos | Equipo                    | J  | G  | P  | Pts |
| --- | ------------------------- | -- | -- | -- | --- |
| 1   | Mucuros de Irapa          | 12 | 00 | 00 | 00  |
| 2   | Delfines de Vargas        | 12 | 00 | 00 | 00  |
| 3   | Universitarios de Caracas | 12 | 00 | 00 | 00  |
| 4   | Baloncesto Pagua          | 12 | 00 | 00 | 00  |

### Conferencia Centro Occidental
| Pos | Equipo                  | J  | G  | P  | Pts |
| --- | ----------------------- | -- | -- | -- | --- |
| 1   | Titanes de Carabobo     | 12 | 00 | 00 | 00  |
| 2   | Halcones de Apure       | 12 | 00 | 00 | 00  |
| 3   | Búfalos de Barinas      | 12 | 00 | 00 | 00  |
| 4   | Industriales de Guacara | 12 | 00 | 00 | 00  |

### Serie eliminatoria
Los resultados son parciales. La final fue disputada a partir del 7 de noviembre de 2012.
|  | Semifinales | Semifinales         | Semifinales |                    |     | Final            | Final | Final |  |
|  |             |                     |             |                    |     |                  |       |       |  |
|  |             |                     |             |                    |     |                  |       |       |  |
|  | 1.Ori       | Mucuros de Irapa    | 3           |                    |     |                  |       |       |  |
|  | 1.Ori       | Mucuros de Irapa    | 3           |                    |     |                  |       |       |  |
|  | 2.Occ       | Halcones de Apure   | 2           |                    |     |                  |       |       |  |
|  | 2.Occ       | Halcones de Apure   | 2           |                    | GS1 | Mucuros de Irapa | G     |       |  |
|  |             |                     |             |                    | GS1 | Mucuros de Irapa | G     |       |  |
|  |             |                     | GS2         | Delfines de Vargas | P   |                  |       |       |  |
|  | 1.Occ       | Titanes de Carabobo | GS2         | Delfines de Vargas | P   | 3                |       |       |  |
|  | 1.Occ       | Titanes de Carabobo |             |                    |     | 3                |       |       |  |
|  | 2.Ori       | Delfines de Vargas  | 1           |                    |     |                  |       |       |  |
|  | 2.Ori       | Delfines de Vargas  | 1           |                    |     |                  |       |       |  |
|  |             |                     |             |                    |     |                  |       |       |  |

| Campeón 2.ª División |
| -------------------- |
| Mucuros de Irapa     |

## Tercera División
La tercera división se disputó en 2 grupos de 4 equipos, para un total de 8 participantes. Clasificaron a la ronda eliminatoria los dos mejores de cada grupo. Con la secuencia 2-2-1; empezando el equipo que ocupe el primer lugar, de local.
No hay datos específicos de la temporada regular. Solo de las instancias finales.

### Conferencia Centro Oriental
| Pos | Equipo                    | J  | G  | P  | Pts |
| --- | ------------------------- | -- | -- | -- | --- |
| 1   | Unión Ferrocarril del Tuy | 10 | 07 | 03 | 00  |
| 2   | Maniceros del Tigre       | 12 | 07 | 05 | 00  |
| 3   | Gatos de Pozuelo          | 10 | 05 | 05 | 00  |
| 4   | Jaguares de Guanipa       | 10 | 02 | 08 | 00  |

### Conferencia Centro Sur
| Pos | Equipo                | J  | G  | P  | Pts |
| --- | --------------------- | -- | -- | -- | --- |
| 1   | Experimental Caricuao | 10 | 08 | 02 | 00  |
| 2   | Delfines de Vargas 2  | 08 | 04 | 04 | 00  |
| 3   | Bushido Los Teques    | 08 | 03 | 05 | 00  |
| 4   | Bravos de Amazonas    | 06 | 01 | 05 | 00  |

### Serie eliminatoria
Series con resultados parciales:
|  | Semifinales | Semifinales               | Semifinales |                           |     | Final               | Final | Final |  |
|  |             |                           |             |                           |     |                     |       |       |  |
|  |             |                           |             |                           |     |                     |       |       |  |
|  | 1.CS        | Experimental Caricuao     | P           |                           |     |                     |       |       |  |
|  | 1.CS        | Experimental Caricuao     | P           |                           |     |                     |       |       |  |
|  | 2.CO        | Maniceros del Tigre       | G           |                           |     |                     |       |       |  |
|  | 2.CO        | Maniceros del Tigre       | G           |                           | GS1 | Maniceros del Tigre | 3     |       |  |
|  |             |                           |             |                           | GS1 | Maniceros del Tigre | 3     |       |  |
|  |             |                           | GS2         | Unión Ferrocarril del Tuy | 1   |                     |       |       |  |
|  | 1.CO        | Unión Ferrocarril del Tuy | GS2         | Unión Ferrocarril del Tuy | 1   | G                   |       |       |  |
|  | 1.CO        | Unión Ferrocarril del Tuy |             |                           |     | G                   |       |       |  |
|  | 2.CS        | Delfines de Vargas 2      | P           |                           |     |                     |       |       |  |
|  | 2.CS        | Delfines de Vargas 2      | P           |                           |     |                     |       |       |  |
|  |             |                           |             |                           |     |                     |       |       |  |

| Campeón 3.ª División |
| -------------------- |
| Maniceros del Tigre  |

## División Femenina
Datos:

### Conferencia Central
| Pos | Equipo                 | J  | G  | P  | Pts |
| --- | ---------------------- | -- | -- | -- | --- |
| 1   | Bucaneras de La Guaira | 18 | 17 | 01 | 35  |
| 2   | EPB                    | 18 | 13 | 05 | 31  |
| 3   | Estudiantes            | 18 | 04 | 14 | 22  |
| 4   | Venezuela sub-15       | 18 | 00 | 18 | 18  |

### Conferencia Occidental
| Pos | Equipo          | J  | G  | P  | Pts |
| --- | --------------- | -- | -- | -- | --- |
| 1   | Yaracuyanas BBC | 16 | 16 | 00 | 32  |
| 2   | Guerreras       | 12 | 09 | 03 | 21  |
| 3   | Águilas         | 12 | 07 | 05 | 19  |
| 4   | Juveniles       | 16 | 03 | 13 | 19  |
| 5   | Potras          | 16 | 02 | 14 | 18  |

### Serie eliminatoria
La final fue disputada a partir del 21 de noviembre de 2012.
Bucaneras empezó de local, resultados 73-70, y 77-85. Luego la serie se trasladó a San Felipe, Yaracuayanas ganó el tercero 87-84, mientras que Bucaneras empató la serie a 2, ganando el cuarto 86-89. La final se decidió en un quinto juego, disputado el 26 de noviembre de 2012, con un resultado de 77-69, a favor de Yaracuyanas.
|  | Semifinales | Semifinales            | Semifinales |                        |     | Final           | Final | Final |  |
|  |             |                        |             |                        |     |                 |       |       |  |
|  |             |                        |             |                        |     |                 |       |       |  |
|  | 1.Occ       | Yaracuyanas BBC        | 3           |                        |     |                 |       |       |  |
|  | 1.Occ       | Yaracuyanas BBC        | 3           |                        |     |                 |       |       |  |
|  | 2.Ori       | EPB                    | 0           |                        |     |                 |       |       |  |
|  | 2.Ori       | EPB                    | 0           |                        | GS1 | Yaracuyanas BBC | 3     |       |  |
|  |             |                        |             |                        | GS1 | Yaracuyanas BBC | 3     |       |  |
|  |             |                        | GS2         | Bucaneras de La Guaira | 2   |                 |       |       |  |
|  | 1.Ori       | Bucaneras de La Guaira | GS2         | Bucaneras de La Guaira | 2   | 3               |       |       |  |
|  | 1.Ori       | Bucaneras de La Guaira |             |                        |     | 3               |       |       |  |
|  | 2.Occ       | Guerreras              | 0           |                        |     |                 |       |       |  |
|  | 2.Occ       | Guerreras              | 0           |                        |     |                 |       |       |  |
|  |             |                        |             |                        |     |                 |       |       |  |

| Campeón 2.ª División |
| -------------------- |
| Yaracuyanas BBC      |